# Kurt Neumann (Politiker, September 1924)
Kurt Neumann (* 28. September 1924 in Berlin; † 26. Juni 2001 ebenda) war ein deutscher Politiker (CDU).
Kurt Neumann besuchte ein Gymnasium und legte das Abitur ab. Er wurde Verwaltungsbeamter und Konsistorialinspektor. Nach dem Zweiten Weltkrieg trat er der CDU bei. Bei der Berliner Wahl 1950 wurde er in die Bezirksverordnetenversammlung (BVV) im Bezirk Tempelhof gewählt. Da Fritz Grantze Bundestagsabgeordneter wurde, rückte Neumann im Februar 1956 in das Abgeordnetenhaus von Berlin nach. Bei der Wahl 1958 wurde er zunächst in das Abgeordnetenhaus gewählt, schied aber im Februar 1959 aus, da die BVV Tempelhof ihn zum Bezirksstadtrat für Jugend und Sport gewählt hatte. 1965 schied er aus dem Amt aus.